# You Boyz Make Big Noize
You Boyz Make Big Noize es el decimocuarto álbum de estudio de la banda de rock británica Slade. Fue lanzado el 27 de abril de 1987 y ocupó la posición No. 98 en las listas de éxitos del Reino Unido.

## Lista de canciones
1. "Love Is Like a Rock" - 3:37
2. "That's What Friends Are For" - 3:17
3. "Still the Same" - 4:13
4. "Fools Go Crazy"
5. "She's Heavy" - 2:37
6. "We Won't Give In" - 3:40
7. "Won't You Rock with Me" - 3:45
8. "Ooh La La in L.A." - 3:52
9. "Me and the Boys" - 2:42
10. "Sing Shout (Knock Yourself Out)" - 3:11
11. "The Roaring Silence" - 2:50
12. "It's Hard Having Fun Nowadays" - 3:50

## Créditos
- Noddy Holder — voz, guitarra
- Dave Hill — guitarra
- Jim Lea — bajo, voz, piano
- Don Powell — batería